# Klibbhårig tremastarblomma
Klibbhårig tremastarblomma (Tradescantia bracteata) är en himmelsblomsväxtart som beskrevs av John Kunkel Small och Nathaniel Lord Britton. Klibbhårig båtblomma ingår i släktet båtblommor, och familjen himmelsblomsväxter. Inga underarter finns listade. Växten har tidigare kallats klibbhårig båtblomma.